# 黃夢瑩
黄梦莹（1990年12月6日—），四川省成都市人中国女演员，毕业于北京电影学院。2023年1月之前为嘉行传媒旗下女演员之一，于2017年古装仙侠剧《三生三世十里桃花》中扮演素锦一角打响知名度。2019年在現代愛情喜劇《逆流而上的你》扮演空姐高蜜一角，人气再度攀升。

## 個人生活
黄梦莹小学在彭州市实验小学读书，在那里她接受了多元化的艺术熏陶和培养，也为她之后的演艺生涯奠定了良好的基础。2009年考入北京电影学院表演系本科，在校期间她脱颖而出，被女演员杨幂看中，并成功签约嘉行传媒，开始出道。

## 经历
2012年，出演都市商戰懸愛劇《盛夏晚晴天》，在劇中飾演靖媛，而這也是黃夢瑩的首部影視劇作品 ；之後，加盟張孝正執導的青春勵志偶像劇《紅酒俏佳人》
2013年，出演家庭情感劇《孃家故事4之愛的陪伴》
2014年，主演民國武俠劇《杜心五傳奇》
2015年，出演愛情偶像劇《戀戀闕歌》
2017年，因在玄幻愛情劇《三生三世十里桃花》中飾演素錦而獲得更多關注；
6月，在古裝傳奇愛情劇《楚喬傳》中飾演蕭玉；
7月，在古裝奇幻愛情劇《醉玲瓏》中飾演公主朵霞；
8月，出演電視劇《趁我們還年輕》
12月2日，黃夢瑩獲得“愛奇藝尖叫之夜”年度人物塑造獎。
2018年1月，主演電視劇《莫語者》
5月，主演電視劇《逆流而上的你》
飾演高蜜，人氣再度攀升
2019年，出演都市愛情題材劇《没有秘密的你》
2021年，主演開心麻花舞台劇《賊想得到你》2022年，主演晚清末年題材網劇《天行健》
4月2日，主演的犯罪懸疑片《被害人》上映
8月31日，主演的古裝武俠劇《飞狐外传》播出
9月29日，主演的網劇《浮生之異想世界》播出
2023年1月，與《嘉行传媒》的合約期滿，並決定不再續約

## 演出作品

### 电视剧
| 年份   | 中文名称              | 角色     | 备注                         |
| ------ | --------------------- | -------- | ---------------------------- |
| 2013年 | 盛夏晚晴天            | 靖媛     |                              |
| 未播出 | 爱无痕                | 佟铃     | 2013年拍攝                   |
| 2014年 | 红酒俏佳人            | 谭伊娜   |                              |
| 2014年 | 爱情回来了            | 倪小姐   |                              |
| 2015年 | 娘家的故事4之爱的陪伴 | 苏静儿   |                              |
| 2016年 | 警花与警犬            | 倪娜     |                              |
| 2016年 | 杜心五传奇            | 安玉兰   |                              |
| 2017年 | 恋恋阙歌              | 艾莲     |                              |
| 2017年 | 三生三世十里桃花      | 素锦     |                              |
| 2017年 | 夜市人生              | 歐筱敏   |                              |
| 2017年 | 御姐归来              | 夏青青   |                              |
| 2017年 | 楚乔传                | 箫玉     |                              |
| 2017年 | 醉玲珑                | 朵霞     |                              |
| 2019年 | 逆流而上的你          | 高蜜     |                              |
| 2019年 | 趁我们还年轻          | 纪绚丽   |                              |
| 2019年 | 爵跡臨界天下          | 神音     | 網絡劇                       |
| 2019年 | 没有秘密的你          | 顾思语   | 網絡劇                       |
| 2020年 | 重启之极海听雷        | 楚楚     | 網絡劇                       |
| 2022年 | 通天塔                | 姜一然   | 網絡劇                       |
| 2022年 | 齐丑无艳之破镜重圆    | 钟离无盐 | 網絡劇                       |
| 2022年 | 飞狐外传              | 南兰     | 網絡劇                       |
| 2022年 | 浮生之異想世界        | 阿珍     | 網路短劇                     |
| 2023年 | 一念关山              | 金媚娘   | 網絡劇，客串                 |
| 2024年 | 天行健                | 乌兰珊   | 網絡劇                       |
| 2024年 | 唐朝诡事录之西行      | 楚宾     | 網絡劇，單元《上仙坊的来信》 |
| 2024年 | 冰雪谣                | 金婧雪   | 網絡劇                       |
| 2024年 | 斗罗大陆之燃魂战      | 阿银     | 客串                         |
| 2025年 | 桃花映江山            | 郘元華   | 網絡劇                       |
| 待播   | 非常营救              | 海伦     |                              |
| 待播   | 棕眼之谜              | 白晓玲   | 網絡劇                       |

### 電影
| 年份   | 中文名称   | 角色   | 备注 |
| ------ | ---------- | ------ | ---- |
| 2014年 | 前任攻略   | 女白领 |      |
| 2024年 | 冒牌特工   | 蘇西里 |      |
| 2024年 | 黄雀在后！ | 关秀英 |      |
| 待上映 | 非常证人   |        |      |

### 舞台剧
| 年份 | 剧名       | 角色 | 备注                                                                               |
| 2021 | 贼想得到你 | 凯丽 | 开心麻花话剧，2021年9月16日、19日-9月30日19:30在北展剧场进行首演。共举行六场演出。 |

## 获奖记录
评选奖项
| 获奖时间   | 奖项名称                         | 备注 |
| ---------- | -------------------------------- | ---- |
| 2018-01-01 | 国剧盛典媒体推荐演员奖           | 獲獎 |
| 2017-12-02 | 2018爱奇艺尖叫之夜年度人物塑造奖 | 獲獎 |